# Valuma
Valuma é o termo náutico que designa o bordo de fuga da vela, a parte de trás, mais próxima à popa, por onde o fluxo de ar deixa o pano. A valuma estende-se do punho da adriça (ponta superior da vela) ao punho da escota (ponta ínfero-exterior da vela).
A valuma opõe-se à testa da vela e muitas vezes é percorrida pela bicha, um cabo que lhe dá tensão e regulagem, minimizando o panejamento. É na valuma que se encontram as bolsas de talas, onde são inseridas as talas, também conhecidas por réguas e que conferem maior rigidez e estabilidade à vela.
Quando a retranca sobe porque o burro está pouco caçado, diz-se que a valuma abre.